# Pierre Bonnet (compositeur)
Pour les articles homonymes, voir Pierre Bonnet (homonymie) et Bonnet.
Pierre Bonnet est un chanteur et compositeur français, né dans le Limousin et actif à Paris dans le dernier quart du XVIe siècle.

## Biographie
La dédicace de son livre d’airs de 1585 le révèle au service de Georges de Villequier, gouverneur et lieutenant général de Haute et Basse Marche.
Il est aussi chantre dans la chapelle de Catherine de Médicis : il est cité comme tel dans la réédition de ses Airs de 1588. Cet emploi est confirmé par les archives : il est cité à trois reprises dans les états de la maison de la reine mère en 1580, 1585, 1587. Il y est chantre basse-contre, aux gages annuels de 300 lt (soit 100 écus), et chantant deux quartiers par an (six mois). En 1587 il est déjà pensionnaire, aux gages réduits des deux tiers (soit 33 écus un tiers). Il est également cité dans une quittance non datée (mais postérieure à 1559) pour avoir chanté lors d’un repas pour Catherine de Médicis organisé au château de Chenonceau.
Peut-être est-il le chanteur Bounet à qui le poète Joachim Blanchon dédie un sonnet en 1583.
En 1589 il est encore cité dans la maison du roi.
En 1600, la dédicace de ses Airs et villanelles le dit au service de Gaspard de Rochechouart, marquis de Mortemart. Le titre de ce même ouvrage le dit Limousin.
S’il était déjà pensionnaire en 1587, c’est que ses œuvres ont dû paraître tout à la fin de sa vie, ce qui le fait probablement naître dans les années 1530.

## Œuvres

### Premier livre d’airs (1585, 1586 et 1588)
- Premier livre d’airs mis en musique à quatre, cinq & six parties, par Pierre Bonnet. Paris : Adrian Le Roy et Robert Ballard, 1585. 4 vol. 8° obl. Lesure 1955 n° 270.

Contient 20 airs à 4 voix, 16 à 5 voix et 2 à 6 voix. Dédicace à son maître Georges de Villequier, gouverneur et lieutenant général de Haute et Basse Marche, écrite à Chauvigny en Poitou, suivie par un poème de Jean Dorat (sur son anagramme Bon er ne perit) et par un sonnet de J. Mégnier, tous deux à la louange de l’auteur. Dédicace transcrite dans Lesure 1955 Doc. 39.
Les pièces sont écrites sur des vers courtois de Philippe Desportes, Jean Bertaut, Jean-Antoine de Baïf entre autres. L’écriture est essentiellement homophonique ; elle oscille entre les genres rustique et galant.
- Premier livre d’airs mis en musique à quatre, cinq & six parties, par Pierre Bonnet. - Paris : Adrian Le Roy et Robert Ballard, 1586. 4 vol. 8° obl. Lesure 1955 n° 278.

Réimpression du recueil précédent.
- Airs et villanelles mis en musique à 4, 5 et 6 parties...  Paris : Adrian Le Roy et Robert Ballard, 1588. 4 vol. 8° obl. Lesure 1955 n° 299 bis.

Édition perdue, au titre de laquelle Bonnet est dit Chantre de la reine mère du roi (Catherine de Médicis). Dédicace et pièces liminaires sont identiques à celles de 1585. Dans la mesure où la pagination des parties passe de 36 à 52 f., l’ouvrage a probablement été augmenté de nouveaux airs.

### Airs et villanelles, 1600
- Airs et villanelles mis en musique à 4 et 5 parties, par Pierre Bonnet Limousin. Paris : Veuve Robert I Ballard et Pierre I Ballard, 1600. 5 vol. 8° obl. Guillo 2003 n° 1600-A.

Dédicace à Gaspard de Rochechouart, marquis de Mortemart, suivie par le même poème anagrammatique de Jean Dorat qu’en 1585, puis cinq autres pièces liminaires en vers de divers auteurs.
44 pièces dont la dernière en latin, 3 dialogues (entre le poète et les Muses,entre les vierges chasseresses et les courtisanes, entre une demoiselle morte et Charon), 15 pièces à 5 voix. Le style s’apparente à l’air de cour, dans lequel la voix supérieure prédomine et où elle s’orne de quelques diminutions. Plusieurs textes avaient déjà été mis en musique par Pierre Cerveau en 1599.
10 pièces publiées dans : Pierre Bonnet, Airs et villanelles, éd. Henry Expert. Paris : Cité des livres, 1929. 4°, 24 p. Collection Florilège du concert vocal de la Renaissance, 5).

### Recueils
Deux airs de Bonnet sont repris pour voix et luth :
- un dans les Airs de différents auteurs mis en tablature par Gabriel Bataille (1er livre) . Paris : Pierre I Ballard, 1608. RISM 160810, Guillo 2003 n° 1608-A ;
- un dans les Idem, quatrième livre. Paris : Pierre I Ballard, 1613. RISM 16139, Guillo 2003 n° 1613-A.

### Contrafacta
- Huit pièces ont été reprises avec des textes spirituels et publiées dans Amphion sacré, recueilli de quelques excellens musiciens. Lyon : Louis Muguet, 1615. RISM 16159, Guillo 1991 n° 100.
- Une pièce est reprise dans La Pieuse alouette avec son tirelire... Partie première. Valenciennes : Jan Vervliet, 1619. RISM 16199.
- Trois pièces sont reprises dans La Pieuse alouette avec son tirelire... Partie seconde. Valenciennes : Jan Vervliet, 1621. RISM 16219.